# Johann Franz Encke
Johann Franz Encke (Németország, Spandau, 1791. szeptember 23. – Berlin, 1865. augusztus 26.) német csillagász.

## Életpálya
1811-től Carl Friedrich Gauss asszisztense volt Göttingenben. 1813-17 között Zách János Ferenc mellett csillagász. 1816-tól a gothai csillagvizsgálóban dolgozott, 1817-ben igazgatónak nevezték ki. 1825-től a berlini csillagvizsgáló igazgatója, 1844-től haláláig a Berlini Egyetem csillagász-professzora, számos későbbi neves csillagász mellett Konkoly Thege Miklós tanára;

### Tudományos munkája
Vezetésével készült el a kor legjobb csillagtérképe. Feldolgozta az 1761-es és 1769-es Vénusz-átvonulások adatait, s ezekből kiszámította a Nap-Föld-távolságot.

#### Encke-üstökös
Az Encke-üstökös a leggyakrabban megfigyelt üstökös, pályája erősen elnyúlt ellipszis. 1818-ban Jean-Louis Pons francia csillagász fedezte föl, nevét Johann Franz Enckéről kapta, aki a rövid periódusú üstökösök pályájának kiszámításával ma is ismeretes a csillagászok között.

## Sikerei, díjai
- 1828-ban a Royal-érem egyik büszke tulajdonosa.
- 1830-ban a Királyi Csillagászati Társaság Aranyérme birtokosa, az elismerés a brit társaság legmagasabb kitüntetése.